# عزلة بني منصور (عمران)

تعديل مصدري - تعديل

عزلة بني منصور هي إحدى عزل مديرية السودة في محافظة عمران اليمنية ويبلغ تعداد سكانها 10092 نسمة حسب التعداد السكاني في اليمن لعام 2004.